# Grandham
Grandham ist eine französische Gemeinde mit 36 Einwohnern (Stand 1. Januar 2022) im Département Ardennes in der Region Grand Est (vor 2016 Champagne-Ardenne). Sie gehört zum Arrondissement Vouziers, zum Kanton Attigny und zum Gemeindeverband Argonne Ardennaise.

## Geografie
Die Gemeinde wird von der Aisne tangiert, die die nördliche und östliche Gemeindegrenze bildet. Umgeben wird Grandham von den Nachbargemeinden Senuc im Norden und Nordosten, Lançon im Osten, Autry im Süden sowie Montcheutin im Westen.

## Bevölkerungsentwicklung
| Jahr                       | 1962 | 1968 | 1975 | 1982 | 1990 | 1999 | 2005 | 2010 | 2018 |
| -------------------------- | ---- | ---- | ---- | ---- | ---- | ---- | ---- | ---- | ---- |
| Einwohner                  | 103  | 72   | 67   | 48   | 39   | 49   | 53   | 57   | 38   |
| Quellen: Cassini und INSEE |      |      |      |      |      |      |      |      |      |

## Sehenswürdigkeiten

Kirche Saint-Thomas

- Kirche Saint-Thomas